# Вальтер Дітріх
Вальтер Дітріх (нім. Walter Dietrich, 24 грудня 1902 — 27 листопада 1979) — швейцарський футболіст, що грав на позиції нападника, а також тренер.
Виступав, зокрема, за клуб «Айнтрахт», а також національну збірну Швейцарії.

## Клубна кар'єра
Народився 24 грудня 1902 року. Вихованець футбольної школи клубу «Базель». Дорослу футбольну кар'єру розпочав 1919 року в основній команді того ж клубу, в якій провів три сезони, взявши участь у 8 матчах чемпіонату. 
Згодом з 1922 по 1925 рік грав у складі команд «Форвард» (Морж) та «Серветт». У складі останньої команди 1925 року виборов титул чемпіона Швейцарії.
Того ж 1925 року перебрався до Німеччини, ставши гравцем клубу «Айнтрахт», кольори якого захищав протягом наступних 13 сезонів, до завершення професійної кар'єри у 1938 році.

## Виступи за збірну
1924 року дебютував в офіційних матчах у складі національної збірної Швейцарії. Протягом кар'єри у національній команді, яка тривала 5 років, провів у її формі 14 матчів, забивши 6 голів.
У складі збірної був учасником  футбольного турніру на Олімпійських іграх 1924 року в Парижі, де разом з командою здобув «срібло». За чотири роки брав участь в Олімпійських іграх 1928 в Амстердамі.

## Кар'єра тренера
Виступаючи за «Айнтрахт», протягом 1926–1927 років був граючим тренером команди.
Завершивши виступи на футбольному полі, повернувся на батьківщину, де протягом частини 1939 року тренував рідний «Базель». Змінив на тренерському містку Фернана Жаккара по ходу сезону 1938/39, однак не зміг покращити результати команди і увійшов в історію як тренер, під керівництвом якого «Базель» уперше понизився в класі і залишив найвищий швейцарський футбольний дивізіон.
Помер 27 листопада 1979 року на 77-му році життя.

## Титули і досягнення
- Чемпіон Швейцарії (1):

«Серветт»: 1924-1925
- Срібний олімпійський призер (1):

Швейцарія: 1924